# Nancy Dussault
Pour les articles homonymes, voir Dussault.
Nancy Dussault, née le 30 janvier 1936 à Pensacola (Floride), est une actrice et chanteuse américaine.

## Biographie
Nancy Dussault débute en 1955 au théâtre, où elle se produit aux États-Unis principalement dans des comédies musicales. Ainsi, elle joue pour la première fois à Broadway (New York) en 1960, dans Do Re Mi, sur une musique de Jule Styne (avec Phil Silvers et Nancy Walker).
Sa deuxième comédie musicale à Broadway est La Mélodie du bonheur du tandem Rodgers-Hammerstein, où elle reprend en 1962 le rôle de Maria Rainer, créé par Mary Martin en 1959 ; la quatrième et dernière (précédée par une troisième en 1964-1965 et une revue en 1977-1978) est Into the Woods, sur une musique de Stephen Sondheim (1988-1989).
Elle joue aussi Off-Broadway et, en dehors de New York, entre autres à Los Angeles (ainsi, en 1995, dans l'opérette Candide de Leonard Bernstein).
Au cinéma, elle contribue à seulement deux films américains, Ne tirez pas sur le dentiste d'Arthur Hiller (1979, avec Peter Falk et Alan Arkin), puis The Nurse de Robert Malenfant (1997, avec Lisa Zane et John Stockwell). Elle revient ensuite au grand écran dans un court métrage semi-documentaire de 2016, puis un long métrage documentaire de 2018 autour de Broadway.
À la télévision américaine,  dès 1961, Nancy Dussault apparaît souvent comme elle-même dans des émissions, notamment Good Morning America (1975-2015).
S'ajoutent un téléfilm (1968) et des séries, dont Embarquement immédiat (un épisode, 1978), Jackie et Sara (cent-vingt-neuf épisodes, 1980-1987), Loïs et Clark : Les Nouvelles Aventures de Superman (un épisode, 1997) et Alias (un épisode, 2001).

## Théâtre (sélection)
(comédies musicales, sauf mention contraire)

### Broadway
- 1960-1962 : Do Re Mi, musique de Jule Styne, lyrics de Betty Comden et Adolph Green, livret et mise en scène de Garson Kanin, chorégraphie de Marc Breaux et Dee Dee Wood, décors de Boris Aronson, costumes d'Irene Sharaff : Tilda Mullen
- 1962 : La Mélodie du bonheur (The Sound of Music), musique de Richard Rodgers (orchestrée par Robert Russell Bennett), lyrics d'Oscar Hammerstein II, livret d'Howard Lindsay et Russel Crouse (d'après les écrits de Maria Augusta von Trapp), décors d'Oliver Smith, costumes de Lucinda Ballard, mise en scène de Vincent J. Donehue : Maria Rainer (remplacement)
- 1964-1965 : Bajour (en), musique et lyrics de Walter Marks (en), lyrics d'Ernest Kinoy, décors d'Oliver Smith : Emily Kirsten
- 1977-1978 : Side by Side by Sondheim (en), revue, musique de Stephen Sondheim et autres, lyrics de Stephen Sondheim, livret de Caryl Brahms et Stuart Pedlar, production d'Harold Prince (remplacement)
- 1988-1989 : Into the Woods, musique et lyrics de Stephen Sondheim, livret et mise en scène de James Lapine, orchestrations de Jonathan Tunick : la sorcière (remplacement)

### Off-Broadway
- 1970 : Whispers on the Wind, musique de Lor Crane, lyrics et livret de John Kuntz, mise en scène de Burt Brinckerhoff
- 1970-1971 : Trelawny of the « Wells » (en), pièce d'Arthur Wing Pinero : Rose Trelawny
- 2009 : Love, Loss and What I Wore, pièce de Nora Ephron (remplacement)

### Autres scènes
- 1975 : Irene (en), musique d'Harry Tierney, lyrics de Joseph McCarthy, livret de James Montgomery et Joseph Stein (à Millburn)
- 1983 : I'm Getting My Act Together and Taking It on the Road (en), musique de Nancy Ford, lyrics et livret de Gretchen Cryer (à Dennis)
- 1995 : Candide, opérette, musique de Leonard Bernstein, lyrics de Lillian Hellman, Leonard Bernstein et autres, livret de Lillian Hellman et Hugh Wheeler (d'après Candide de Voltaire) (à Los Angeles)
- 2007 : Sunday in the Park with George (comédie musicale inspirée du tableau Un dimanche après-midi à l'Île de la Grande Jatte de Georges Seurat), musique et lyrics de Stephen Sondheim, livret de James Lapine (à Los Angeles)

## Filmographie

### Cinéma (intégrale)
- 1979 : Ne tirez pas sur le dentiste (The In-Law) d'Arthur Hiller : Carol Kornpett
- 1997 : The Nurse de Robert Malenfant : Carol Martin
- 2016 : The Final Show de Dana Nachman (en) (court métrage semi-documentaire) : elle-même
- 2018 : Broadway: Beyond the Golden Age de Rick McKay (en) (documentaire) : elle-même

### Télévision (sélection)
(séries, sauf mention contraire)

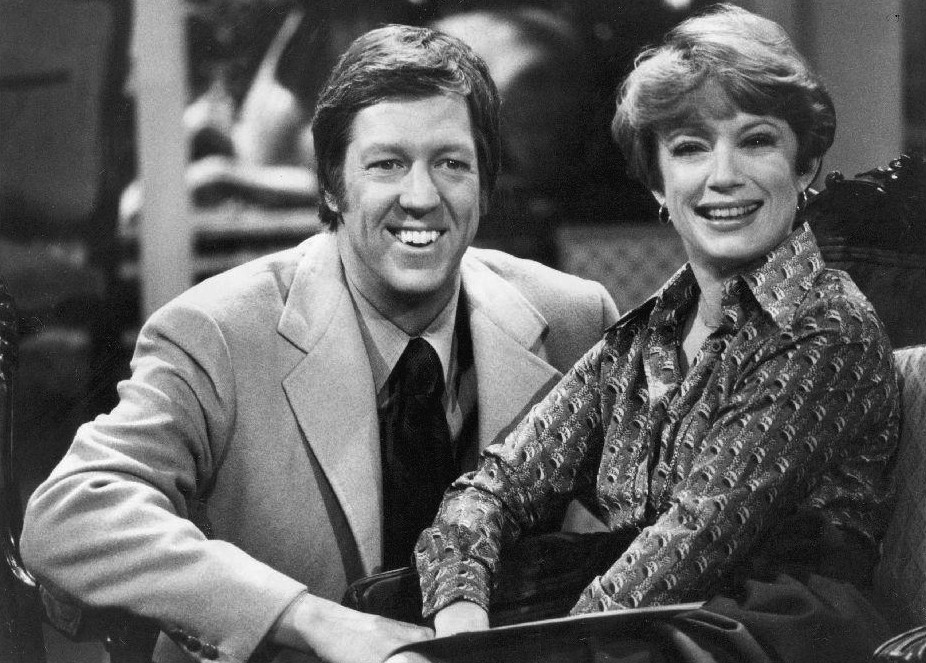
En 1976, dans l'émission Good Morning America,
avec le présentateur David Hartman.

- 1971-1973 : The New Dick Van Dyke Show (en), 48 épisodes : Carol Davis
- 1975 : Barney Miller, saison 1, épisode 5 The Courtesans : Linda Fuller
- 1975-2015 : Good Morning America, 10 émissions : elle-même
- 1978 : Embarquement immédiat (Flying High), saison unique, épisode 18 Fun Flight : Coral
- 1980-1987 : Jackie et Sara (Too Close to Comfort), 129 épisodes : Muriel Rush
- 1981-1986 : La croisière s'amuse (The Love Boat)
  - Saison 5, épisode 7 Vicki s'amuse (The Lady from Laramie/Vicki Swings/Phantom Bride, 1981) de Jack Arnold : Libby Crawford
  - Saison 6, épisode 7 Et vogue le patron, 1re et 2e parties (The Spoonmaker Diamond/Papa Doc/The Role Model/Julie's Tycoon, Parts I & II, 1982) de Robert Scheerer : Ella Stokes
  - Saison 9, épisode 19 Trêve de singe (Second Banana/The Prodigy|What Goes Around Comes Around, 1986) : Dr Dorothee Davis
- 1987 : Arabesque (Murder, She Wrote), saison 4, épisode 5 Bataille pour la présidence (The Way to Dusty Death) : Kate Dutton
- 1987 : Matlock, saison 2, épisodes 5 et 6La Puissance de l'argent, 1re et 2e parties (The Power Brockers, Parts I & II) de Charles S. Dubin : Clarissa Irwin
- 1987 : Hôtel (Hotel), saison 5, épisode 5 Born to Run de Bruce Bilson : Gail Endicott
- 1987 : Super Flics (The Oldest Rookie), saison unique, épisode 11 L'Ex (Come Fly with Me) : Maureen Porter
- 1988 : Les nouveaux monstres sont arrivés (The Munsters Today), saison 1, épisode 8 Herman the Astronaut : Dr Sandra Brown
- 1989 : La Fête à la maison (Full House), saison 3, épisode 11 Onde de choc (Aftershocks) : Dr Marion Steiner
- 1992 : Dingue de toi (Mad About You), saison 1, épisode 5 La Belle Famille (Paul in the Family) : Theresa Stemple
- 1996 : Dream On, saison 6, épisode 18 La Seconde Chance (Second Time Aground) : Edie
- 1997 : Loïs et Clark : Les Nouvelles Aventures de Superman (Lois & Clark: The New Adventures of Superman), saison 4, épisode 12 Amour filial et Arme fatale (Lethal Weapon) : la mairesse
- 2001 : Associées pour la loi (Family Law), saison 2, épisode 11 Intentions : Mme DeSaris
- 2001 : Amy, saison 2, épisode 14 Pour la route (One for the Road) de Brad Silberling : Alison Tobey
- 2001 : Providence, saison 3, épisode 18 Sauvons Tyler ! (Meet Joe Connelly) : Sylvia Anderman
- 2001 : Alias, saison 1, épisode 6 Véritable Identité (Reckoning) de Daniel Attias : Helen Calder

## Distinctions

### Nominations
- Deux nominations aux Tony Awards :
  - En 1961, du meilleur second rôle féminin dans une comédie musicale, pour Do Re Mi ;
  - Et en 1965, de la meilleure actrice dans une comédie musicale, pour Bajour (en).

### Récompense
- 1961 : Theatre World Award, pour Do Re Mi.